# L'Émerillon
Pour les articles homonymes, voir Émerillon.
L'Émerillon est un jeu vidéo éducatif de type pointer-et-cliquer créé par Némopolis et sorti en septembre 2005. L'intrigue sous forme d'enquête est un prétexte pour découvrir Poitiers en 1137 et pousser le joueur à se documenter sur le Moyen Âge. Le jeu est accompagné pour cela d'une encyclopédie numérique d'une centaines de pages.
Dans ce jeu le joueur devient chevalier, cuisinier, troubadour etc.

## Synopsis
Le professeur Vingt construit une machine à remonter le temps et invite le docteur Dunoï à prendre part au voyage. Mais le trajet ne dura pas longtemps car le docteur Dunoï poussa par la fenêtre du vaisseau le vieux savant et prit les commandes pour aller en l'an 1137 à Poitiers dans le but de dérober des bijoux. Le professeur Vingt fait alors appel a Oscar, un petit robot pour retrouver Dunoï.